# Шилкін Михайло Кузьмич
Михайло Кузьмич Шилкін (1923, с. Красилівка, нині Хіславицький район, Смоленська область — 21 січня 1945, с. Оборчиська, нині Ґміна Бараново, Остроленцький повіт, Мазовецьке воєводство, Польща) — учасник Другої світової війни, навідник станкового кулемета 364-го стрілецького полку 139-ї стрілецької Рославльської Червонопрапорної ордена Суворова дивізії 49-ї армії 2-го Білоруського фронту, Герой Радянського Союзу (1945), рядовий.

## Біографія
Народився в родині селянина. Росіянин. Закінчив 7 класів. Працював у колгоспі.
У листопаді 1943 року призваний до Червоної Армії.
З березня 1944 року в складі 364-го стрілецького полку 139-ї стрілецької дивізії 2-го Білоруського фронту рядовий Шилкін бере участь у німецько-радянській війні.
У березні 1944 року в боях за гай Крилате в Чауському районі Могильовської області Білорусі стрілець 5-ї стрілецької роти 364 СП 139-й СД рядовий Шилкін при відбитті трьох ворожих атак знищив 6 німецьких солдатів.
6 квітня 1944 року Наказом по 364-му стрілецькому полку № 07/н, Шилкін нагороджений медаллю «За відвагу».
У червні 1944 року в боях за село Городець, нині Биховського районі Могильовської області Білорусі кулеметник 1-й кулеметної роти 364 СП 139-й СД рядовий Шилкін замінив вибулого з ладу командира кулеметного розрахунку та влучним вогнем кулемета прикрив наступаючу піхоту, що вибила противника з села.
25 червня 1944 Наказом по 364-му стрілецькому полку № 11/н, Шилкін нагороджений другою медаллю «За відвагу».
21 січня 1945 року, відбиваючи контратаку противника біля села Оборчиська, нині Ґміна Бараново, Остроленцький повіт, Мазовецьке воєводство, Польща, рядовий Шилкін зайняв вигідну флангову позицію. Відкривши вогонь по наступаючої піхоті, влучними чергами завдав ворогові великої шкоди. Розстрілявши всі патронні стрічки, продовжував бій гранатами. У ближньому бою знищив ще 35 гітлерівських солдатів. З важкими пораненнями потрапив у полон. Нацисти завдали відважному кулеметникові кілька штикових ран, катували його, вимагаючи відомості про наших військах. Коли ж повели в тил, Шилкін чинив опір німецьким солдатам, і ними був убитий.
Похований в населеному пункті Бараново, нині Ґміна Бараново, Остроленцький повіт, Мазовецьке воєводство, Польща.
10 квітня 1945 року Указом Президії Верховної Ради СРСР За зразкове виконання бойових завдань командування на фронті боротьби з німецько-нацистськими загарбниками та виявлені при цьому мужність та героїзм рядовому Шилкіну Михайлу Кузьмичу присвоєно звання Героя Радянського Союзу з врученням ордена Леніна та медалі «Золота Зірка» (посмертно).

## Нагороди
- Медаль «Золота Зірка» Героя Радянського Союзу (24.03.1945).
- орден Леніна (24.03.1945)
- дві медалі «За відвагу» (06.04.1944, 25.06.1944)

## Пам'ять
- Ім'я Шилкіна міститься в залі Слави Центрального музею німецько-радянської війни в Парку Перемоги міста Москва.